# Ricardo Tavarelli
Ricardo Javier Tavarelli Paiva (Assunção, 2 de agosto de 1970) é um ex-futebolista paraguaio que atuava como goleiro.

## Carreira

### Clubes
Ricardo Tavarelli começou nas divisões inferiores do Tacuary, mas estreou profissionalmente aos 21 anos no Olimpia, durante o Torneio República de 1992. Com o Olimpia ele conquistou 9 títulos, sendo o de maior êxito a Copa Libertadores da América de 2002, onde foi fundamental, ajudando sua equipe a vencer na decisão por pênaltis o Grêmio nas semi-finais e o São Caetano na final.
Em 2004, saiu do Olimpia e assinou contrato com o Grêmio. Tavarelli chegou com muito prestígio, pois era experiente, goleiro de Copa do Mundo e campeão sul-americano. No entanto, o ex-arqueiro não correspondeu às expectativas e com desempenhos modestos, acabou rebaixado com o clube gaúcho para a Série B do Campeonato Brasileiro.
Em 2005, ele retornou ao Olimpia, encerrando a carreira ainda no mesmo ano pelo Sportivo Luqueño.

### Seleção nacional
Ricardo Tavarelli disputou 31 partidas pela Seleção Paraguaia, sendo convocado para as Copas América de 1999 e 2001 e para a Copa do Mundo de 2002.

## Títulos
Olimpia
- Torneio República: 1992
- Campeonato Paraguaio: 1993, 1995, 1997, 1998, 1999 e 2000
- Copa Libertadores da América: 2002
- Recopa Sul-Americana: 2003